# Andilly (Meurthe-et-Moselle)
Andilly ist eine französische Gemeinde mit 281 Einwohnern (Stand 1. Januar 2022) im Département Meurthe-et-Moselle in der Region Grand Est (bis 2015 Lothringen). Sie gehört zum Arrondissement Toul und zum Kanton Le Nord-Toulois. Die Gemeinde liegt im Regionalen Naturpark Lothringen.

## Geographie
Andilly liegt an dem Fluss Terrouin, etwa zehn Kilometer nördlich von Toul und 23 Kilometer nordwestlich von Nancy auf einer Höhe zwischen 213 und 254 m über dem Meer. Das Gemeindegebiet umfasst 7,22 km².
Nachbargemeinden sind Ménil-la-Tour, Manoncourt-en-Woëvre, Francheville, Royaumeix und Bouvron.

## Bevölkerungsentwicklung
| Jahr      | 1962 | 1968 | 1975 | 1982 | 1990 | 1999 | 2009 | 2019 |
| Einwohner | 205  | 202  | 155  | 190  | 205  | 218  | 286  | 288  |

## Gemeindepartnerschaften
Seit 1963 unterhält Andilly eine Partnerschaft mit Forbach in Baden-Württemberg, ursprünglich mit dem heutigen Ortsteil Bermersbach.

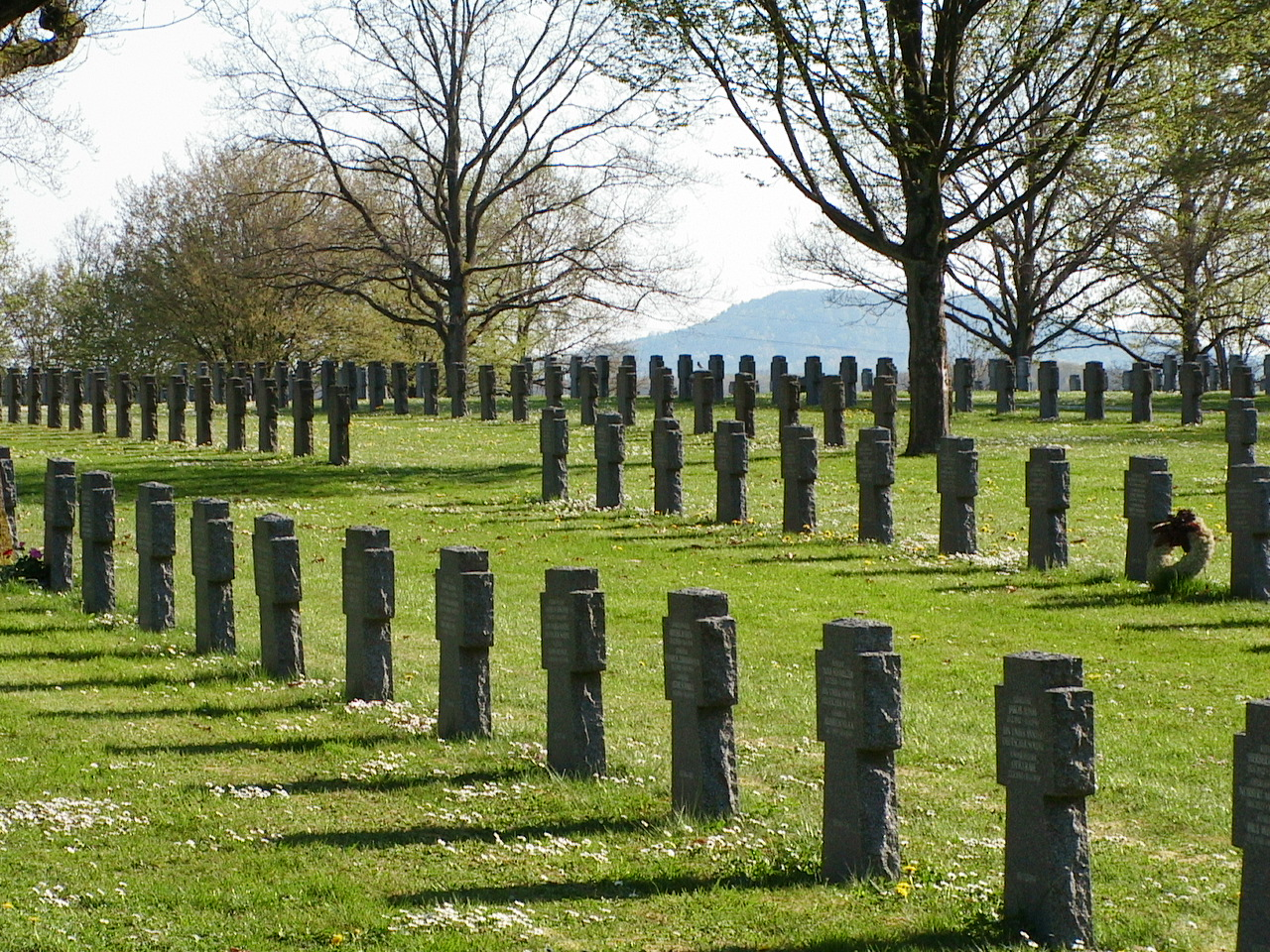
Der deutsche Soldatenfriedhof in Andilly

## Kultur und Sehenswürdigkeiten
- Deutsche Kriegsgräberstätte Andilly: Sie ist der größte deutsche Militärfriedhof des Zweiten Weltkrieges in Frankreich. 33.108 deutsche Soldaten sind dort beerdigt. Hier ruhen Gefallene aus dem Gebiet westlich von Metz und aus den Departements Nièvre, Saône-et-Loire, Côte-d’Or, Haute-Marne, Jura, Doubs, Haute-Saône, Vosges, Territoire-de-Belfort, Meuse sowie Meurthe-et-Moselle. Ihre Gräber sind seit 1962 öffentlich zugänglich.[1]
- Kirche St-Martin (Madonnen-Skulptur als Monument historique geschützt)